# ペーター・ザドロ
ペーター・ザドロ (ドイツ語: Peter Sadlo、1962年4月28日 - 2016年7月29日)は、ドイツの打楽器奏者。ヨーロッパにおける傑出したソロパーカッショニスト、打楽器指導者の一人であった。

## 生涯
ペーター・ザドロは、ツィルンドルフに生まれ育ち、幼少期からその才能をあらわし名が知られるようになる。3、4歳のころから母親の調理なべをピッチに応じてドラムセット状に配置し、それを叩いては騒音をまき散らしていたが、1967年からクラシック音楽のパーカッションを始め、12歳でニュルンベルクのマイスタージンガー音楽院（現ニュルンベルク音楽大学）の聴講生（Gastschüler）としてレッスンを受ける。
ヴュルツブルク音楽大学において、ジークフリート・フィンクに師事。1982年、その後の長きにわたり多大な影響を受けたセルジュ・チェリビダッケ率いるミュンヘン・フィルハーモニー管弦楽団のソロティンパニ奏者となる。
1983年、わずか21歳でミュンヘン音楽・演劇大学のティンパニ・打楽器科の教授に就任する。1990年には、ザルツブルクのモーツァルテウム教授に任命された。1997年、ミュンヘン・フィルを退団、その後は主としてソロパーカッショニストとして活動したほか、ギドン・クレーメルやピアニストのアンナ・ゴウラリ、パーカッションアンサンブル『ネクサス』といった演奏家らと共に室内楽にも精力的に携わった。
コンサート活動に加えて新たな楽器の音色の可能性を開拓する活動にも取り組み、1997年にはそれをテーマにした研究論文によってブカレスト大学で音楽学の学位を取得した。特に打楽器のために作曲された音楽というのは20世紀から存在しているが、ルチアーノ・ベリオ、ハラルド・ゲンツマー、ソフィア・グバイドゥーリナ、モーリッツ・エッゲルト、ベルトルト・フンメルといった数多くの現代作曲家がザドロのために作品を残している。さらに、ザドロは新たな楽器（ティンパニ等）の開発にも積極的であり、自身のマレットシリーズの作成も手掛けていた。
ザドロは、ギドン・クレーメルの後任として、2007年から2010年まで、バーゼルにおける最高峰の室内楽音楽祭『Les muséiques』の音楽監督を務めた。それに加えて、2007年からは、オーバーフランケン県リヒテンベルクの国際音楽交流施設『ハウス・マルトー』の芸術顧問となる。1989年以降、そこで打楽器のマスタークラスを自ら受け持っていたほか、コンサート・シリーズ『Haus Marteau auf Reisen』を発起している。
ザドロは、ミュンヘンの病院で腎臓の手術を受けた後、54歳で死去した。

## 受賞（抜粋）
- 1982年：ジュネーヴ国際音楽コンクール第1位
- 1985年：ミュンヘン国際音楽コンクール第1位[12]
- 1998年：エコー=クラシック賞年間最優秀演奏家賞
- 2003年：ソフィア国立音楽院名誉博士号
- 2005年：ヨーロッパ・ソリスト賞
- 2006年：バイエルン文化賞
- 2012年：オーバーフランケン財団文化賞
- 2015年：フランクフルト音楽賞（英語版）

## 著作
- Haltung und Grifftechniken des Anschlags in Bezug auf Phrasierung und musikalischen Ausdruck, Schlägelhaltung und Grifftechnik, sowie Bewegungsmotorik des Anschlags unter physischen Gesichtspunkten in Bezug auf Artikulation, Phrasierung und musikalischen Ausdruck der drei wesentlichen klassischen Schlaginstrumentengruppen. Rom (Diss. Eigenverlag) 1996.
- Hauptsache Mallets. Die Zwei- und Vier-Schlägel-Techniken. Tipps – Tricks – Progressive Übungen. Frankfurt am Main 2003.